# إميلي بيري
إميلي بيري (بالإنجليزية: Emily Perry)‏ (و. 1907 – 2008 م) هي ممثلة، وممثلة أفلام، من المملكة المتحدة، توفيت في تويكنهام، عن عمر يناهز 101 عاماً.

## وصلات خارجية
- إميلي بيري على موقع IMDb (الإنجليزية)
- إميلي بيري على موقع أول موفي (الإنجليزية)